# Hottelstedt
Hottelstedt este o comună din landul Turingia, Germania.